# Sparta Appels
Sparta Appels was een Belgische voetbalclub uit Appels. De club was aangesloten bij de KBVB met stamnummer 4345 en had rood en wit als kleuren. De club verdween halverwege de jaren 90, na ruim 75 jaar actief te zijn geweest in de voetbalwereld. Sparta Appels speelde zijn hele bestaan in de Oost-Vlaamse provinciale reeksen.

## Geschiedenis
Sparta was al enige tijd actief in het voetbal. In 1945 sloot men zich aan bij de Belgische Voetbalbond en ging van start in de provinciale reeksen. De club bleef de volgende decennia in de provinciale reeksen spelen. In de hoogdagen trad het eerste elftal aan in de hoogste provinciale reeks, Eerste Provinciale. Het was toen een rechtstreekse concurrent voor de buren van KAV Dendermonde, de oudste club van de stad Dendermonde.
Het terrein en de accommodatie bevonden zich aan de Bevrijdingslaan, in het verlengde van de Gentse steenweg. Anders dan de meeste voetbalclubs in de provinciale afdelingen, beschikte men over een grote overdekte zittribune. Een gebrek aan sponsoring, toenemende financiële problemen en onvoldoende instroom van jonge spelers deden de club finaal de das om in 1998. In het laatste seizoen van de clubgeschiedenis trad Sparta aan in Vierde Provinciale E. Het eindigde toen allerlaatste in een reeks van 15, met slechts twee winstmatchen.
De vervallen accommodatie werd gesloopt en het voormalige terrein kreeg een woonbestemming. Een lokale zaalvoetbalploeg met de naam Sparta herinnert nog aan de voetbalclub van weleer. In 2005 werd een grootschalige reünie georganiseerd met en voor oud-spelers. Een bekende oud-Spartaan is Griffin De Vroe, die geruime tijd doelman was SC Lokeren in de Eerste Klasse, maar was later (2010) aan de slag bij Standaard Wetteren in Tweede Klasse.